# San Carlos (Nicaragua)
San Carlos es un municipio y una ciudad de la República de Nicaragua, cabecera del departamento de Río San Juan. La capital está ubicada a unos 290 kilómetros al sureste de Managua, justo donde termina el Lago Cocibolca o Gran Lago de Nicaragua y comienza el Río San Juan. Las manifestaciones culturales de la zona y el ambiente idílico creado por la exuberante naturaleza, hacen de San Carlos un lugar fascinante. Se puede llegar a ella bien sea por carretera como por vía fluvial.
La ciudad de San Carlos es prácticamente el punto de origen del Río San Juan, lugar descubierto a raíz de la búsqueda de los conquistadores españoles de una ruta que conectara el Mar del Norte con el Mar del Sur en 1529. San Carlos ocupa una extensión de 1,445 km² si se incluye el archipiélago de Solentiname y el refugio de vida silvestre Los Guatuzos.
Los vastos humedales que bordean el valle del Río San Juan y el clima lluvioso imperante, de hasta cinco mil milímetros anuales, hacen de esta porción del territorio nicaragüense el reino del bosque lluvioso.

## Geografía
Limita al norte con los municipios de San Miguelito y Nueva Guinea, al sur con la República de Costa Rica, al este con el municipio de El Castillo y al oeste con el municipio de Cárdenas y Lago Cocibolca.

## Historia
La ciudad fue fundada por Gabriel de Rojas y Córdova en 1526 como Nueva Jaén, si bien fue abandonada durante varias décadas para ser refundada como San Carlos durante el siglo XVII. Se construyó la fortaleza actual en 1666 que fue saqueada por los piratas en 1670. La fortaleza era usada para suministrar apoyo al puesto de El Castillo que era frecuentemente asaltado por piratas británicos y neerlandeses.
El escritor Mark Twain pasó por San Carlos en 1866 y el naturalista inglés Thomas Belt llegó a la ciudad en 1870 tras un largo viaje a través de las explotaciones de caucho existentes a lo largo del río San Juan
En los años de la dictadura de la familia Somoza, San Carlos se dividía evidentemente en dos clases sociales, en donde la media como en algunas otras partes del país no existía, la mayoría de las personas eran pobres mientras una pequeña población tenía un poder adquisitivo bastante alto y en donde en la iglesia se reservaban las bancas por nombre de familia y se llegó a tener un club social en la Casa Verde, antigua residencia de la familia Mayorga y Salazar e Bragança, propiedad de la familia Noguera. Familias como Los Noguera, Centeno, Pilarte y Urcuyo formaban la pequeña élite favorecida por los Somoza.
Durante la Revolución Sandinista de 1979 los rebeldes tomaron la base militar de San Carlos llegando por la selva desde Costa Rica, si bien fueron obligados a retirarse de nuevo después de que otros ataques no tuvieran el mismo éxito en otras zonas del país. Esta fue la primera victoria militar sandinista de la revolución.
Tras la revolución la base militar de la ciudad sirvió para combatir a los insurgentes de la contra durante los años 1980.

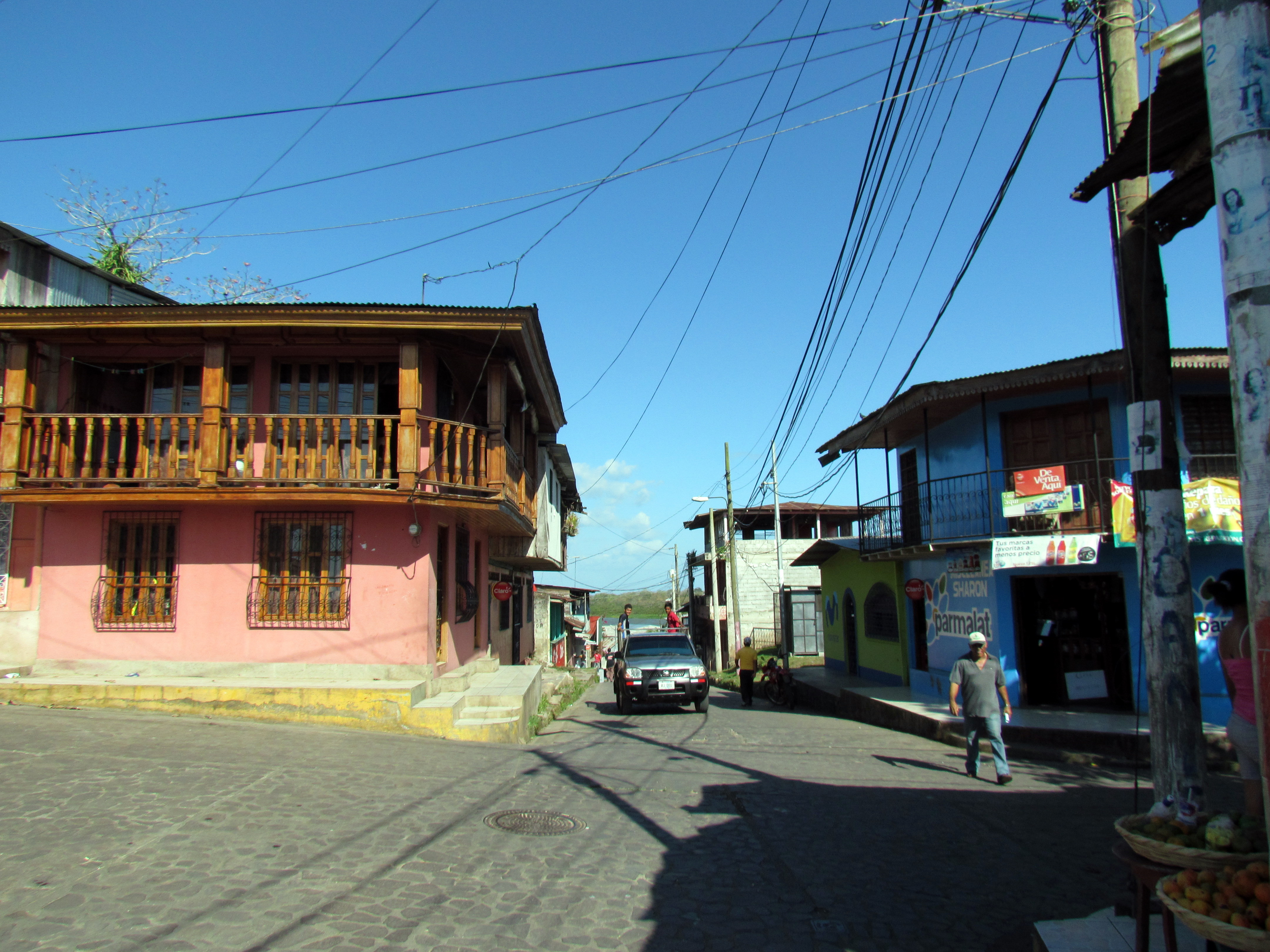
Calle de San Carlos

## Demografía
San Carlos tiene una población actual de 52,191 habitantes. De la población total, el 50.8% son hombres y el 49.2% son mujeres. Casi el 33.1% de la población vive en la zona urbana.

## Localidades
El municipio se encuentra dividido en las siguientes 72 comarcas:
- San Isidro
- San Carlos
- Santa Isabel
- Lauren Galán
- Cruz Verde
- México
- Mata de Caña
- La Azucena
- Palo de Arquito Arriba N.º 1
- Palo de Arquito Arriba N.º 2
- Los Chiles
- La Trinidad
- Esperanza N.º 1
- La Culebra
- La Argentina
- Caño Luis
- Morrillo
- Archipiélago de Solentiname
- Las Maravillas
- Papaturro
- Valle de Guadalupe
- Nueva Armenia
- La Trinidad
- Las Minas
- Isla Medio Queso
- El Consuelo
- La Unión
- San José
- La Venada
- Río Frío
- El Corozal
- Guapinol
- Santo Domingo
- San José Morrillo
- Ojo de Agua
- Espavel
- Costa Sur
- Camibar
- Jumusa
- Papaturito
- Pueblo Nuevo N.º 1
- Pueblo Nuevo N.º 2
- El Plomo
- Flor de Mayo
- El Cairo
- Guacalito
- La Argentina
- San Vicente
- Nueva Jerusalén
- El Consuelo N.º 1
- El Consuelo N.º 2
- Loma Quemada
- Laurel N.º 2
- Quinta Lidia
- Empalme Cruz Verde
- Danubio
- Monte Piedad
- El Papayo
- El Pavón N.º 1
- El Pavón N.º 2
- Las Palmeras
- Las Venturas
- San Agustín
- La Bodega
- Poza Redonda N.º 1
- Poza Redonda N.º 2
- San Ramón
- San Antonio
- San Pablo
- Nueva Armenia
- El Fajardo
- Melchorrita

## Política
La ciudad de San Carlos tiene como Alcaldes en el 2013 a Jhonny Gutiérrez, del Frente Sandinista de Liberación Nacional (FSLN). En el Concejo Municipal hay también representantes del Partido Liberal.
Durante el año 2006 el Concejo Municipal de San Carlos aprobó una moratoria forestal por 10 años para evitar que las grandes empresas madereras continuaran deforestando los bosques locales.
En su período de gobierno, la anterior Alcaldesa Marisol McRea impulsó un intenso programa de construcción y renovación de calles, centros educativos, posta médicas, campos deportivos, viviendas, entre otras acciones. Entre sus proyectos figuró la construcción de un sistema de tratamiento integral de las aguas residuales para el casco urbano y los barrios alrededores. Las ciudades hermanas de San Carlos en Europa como Groninga han ofrecido su apoyo para la concretización de este proyecto.

## Infraestructura

### Transporte
Desde Managua hay un camino que llega a San Carlos por Juigalpa. El viaje de Managua a San Carlos toma alrededor de seis horas en auto y ocho horas en bus. A través del Puente Santa Fe recién construido sobre el río San Juan, se puede llegar a Costa Rica. También es posible llegar a San Carlos en bote a través del lago Cocibolca desde Granada a través de Altagracia en Ometepe. Si tiene prisa, puede volar de Managua a San Carlos. A lo largo del Río San Juan hay un servicio diario de botes a Boca de Sábalos y El Castillo.
Dentro del municipio, solo hay una red de carreteras limitada. Por caminos de ripio se puede llegar a las partes orientales. Solo se puede llegar a la parte occidental del municipio en barco, con tráfico regular de barcos al archipiélago de Solentiname dos veces por semana.

### Salud
El municipio cuenta con 16 puestos de salud, 3 centros de salud y un hospital. También se encuentra la SEDE SILAIS Archivado el 10 de agosto de 2018 en Wayback Machine. (Sistema Local de Atención Integral en Salud) quien es el rector de la salud en la región, representando al Ministerio de Salud Nacional.
Ante los graves problemas de violencia intrafamiliar que se producen en San Carlos y la región de Río San Juan, en abril de 2008 se creó la organización civil ARETE, para enfrentar la violencia intrafamiliar y ofrecer ayuda psicológica y jurídica a las víctimas de estos abusos. ARETE realiza su trabajo gracias al apoyo de algunas dos ciudades hermanadas de San Carlos, como Núremberg y Erlangen.

## Religión
La ciudad celebra su fiesta el 4 de noviembre en memoria de San Carlos Borromeo.

## Educación
En la ciudad de San Carlos existen 36 centros de educación repartidos entre los niveles de preescolar, primaria y secundaria. La educación en Nicaragua es gratuita. Lamentablemente la mayoría de los edificios de las escuelas se encuentran en condiciones catastróficas.

## Galería
|  |  |  |

## Relaciones internacionales
Tienen 5 ciudades hermanadas con:
| - Albacete (España) - Bolonia (Italia) - Erlangen (Alemania) | - Linz (Austria) - Núremberg (Alemania) |

La mayoría de estos hermanamientos se establecieron durante la década de los años 1980 del siglo pasado, como una muestra de la solidaridad con Nicaragua que era agredida por los contras financiados por el gobierno de Estados Unidos.
La idea de los Hermanamientos es apoyarse mutuamente en los objetivos comunes de desarrollo, tanto económico y social, como humano y tecnológico. Por ejemplo, la ciudad de Núremberg apoya dentro del Hermanamiento a San Carlos, financiando la construcción y refaccionamiento de las calles, construcción de centros de salud, bibliotecas, financiamiento directo de maestras de educación primaria en Los Chiles, mejoramiento del complejo deportivo conocido como "La Cancha", etc.
En el 2009 la ciudad hermanada de Erlangen apoyó financiando la construcción de una Sala de recuperación post-operatoria en el Hospital Central de San Carlos. En el 2012 las diversas ciudades europeas hermanas de San Carlos financiaron la construcción de una planta de tratamiento de aguas negras, con financiamiento de cada una de ellas y aportes de la Unión Europea.